# Holčíkovce
Holčíkovce é um município da Eslováquia, situado no distrito de Vranov nad Topľou, na região de Prešov. Tem 14,59 km² de área e sua população em 2018 foi estimada em 418 habitantes.

## Demografia
| Ano:        | 1994 | 2004 | 2014   | 2024   |
| ----------- | ---- | ---- | ------ | ------ |
| Broj ljudi: | 470  | 470  | 425    | 419    |
| Razlika:    |      | +0%  | -9,57% | -1,41% |

| Ano:               | 2023 | 2024   |
| ------------------ | ---- | ------ |
| Número de pessoas: | 416  | 419    |
| Diferença:         |      | +0,72% |